# Maisons des Illustres

Logo delle Maisons des Illustres

Maisons des Illustres è un marchio di qualità (in francese: label de qualité) degli edifici in Francia, che indica i luoghi in cui lo scopo è preservare la memoria di personaggi illustri nella storia politica, sociale e culturale della Francia.
È stato creato da Frédéric Mitterrand, ministro della Cultura, nel settembre 2011, per far conoscere al pubblico i luoghi che custodiscono collezioni legate alle personalità e dare loro un profilo più alto. Ha detto che dovrebbero essere "più che reliquiari, ma vere e proprie case di vita". Inizialmente, 111 edifici hanno ricevuto la denominazione.
È assegnata dal Ministero della Cultura; ha validità quinquennale ed è rinnovabile. Nel 2018 c'erano 235 edifici così denominati, otto sono stati assegnati in quell'anno.
Per essere eleggibile un edificio deve essere aperto al pubblico almeno 40 giorni all'anno, con o senza appuntamento; il suo scopo non deve essere fondamentalmente commerciale; deve essere stata la residenza del personaggio famoso e averne conservato un ricordo.